# 何尊
“𠁩或”（中国）

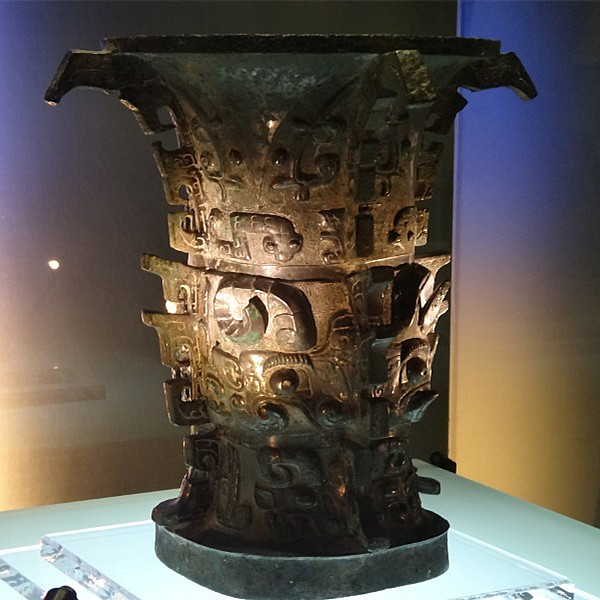
何尊

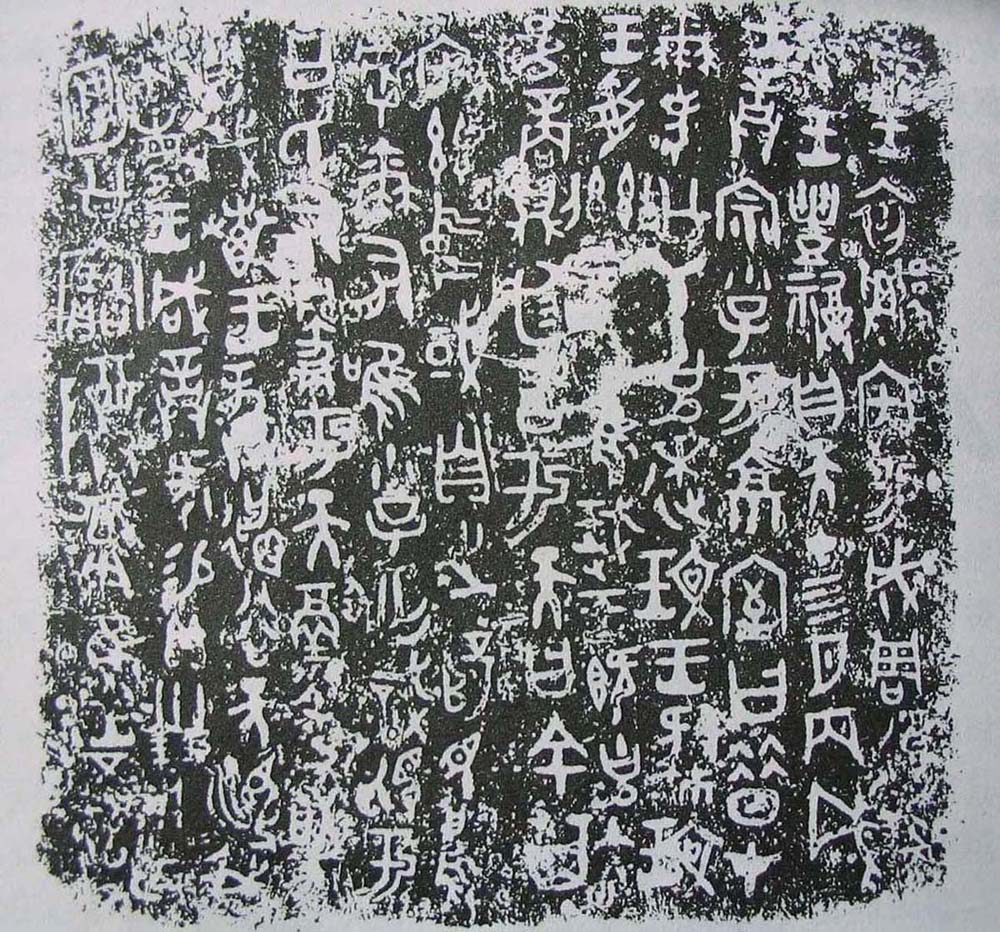
何尊に刻まれた銘文

何尊（かそん）は西周成王時代（紀元前11世紀）の銅尊。尊は青銅器で酒器の一種、「何」という貴族がつくらせたのでこう称する。
1963年、中華人民共和国陝西省宝鶏市賈村出土。全高は38.8cm、口径は28.8cmある。重量は14.6kg。宝鶏市博物館蔵。
何尊の内庭には122字の銘文があり、「中国（𠁩或）」という言葉が見られる最古の文字記録である。

## 銘文
周の文王が大命（天命）を受け、武王が商（殷）を滅ぼし、成王が成周（現在の洛陽市）へ遷都したことを記している。

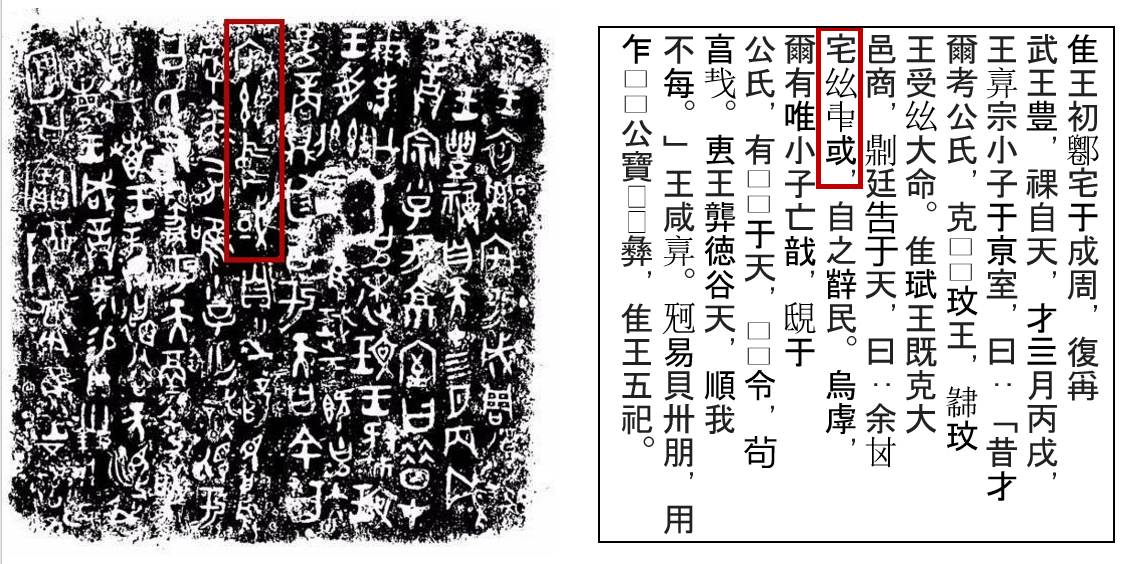
「宅𢆶𠁩或」（この中央の地に住まわせて）

隷定字で書く：
隹王初𨟦宅于成周，復爯武王豊，祼自天，才亖月丙戌，王𫌲宗小子于亰室，曰：「昔才爾考公氏，克𬩂玟王，𢑩玟王受𢆶大命。隹珷王既克大邑商，𠟭廷吿于天，曰：『余𠀠宅𢆶𠁩或，自之辥民。』烏虖，爾有唯小子亡戠，𧠟于公氏，有𫤼于天，𬴲令，茍亯𢦒。叀王龏徳谷天，順我不每。」王咸𫌲。𣄰易貝卅朋，用乍𫭌公寶𱀵彝，隹王五祀。
繁体字で書く：
唯王初遷󠄁宅於成周，復稱武王禮，福自天。在四月丙戌，王誥宗小子於京室，曰：「昔在爾考公氏，克弼文王，肆文王受茲大命。唯武王既克大邑商，則廷吿於天，曰：『余其宅茲中國，自之乂民。』嗚呼，爾有唯小子亡識，視於公氏，有爵󠄂於天，徹命，敬享哉！唯王恭德裕天，訓我不敏。」王咸誥，何賜貝卅朋，用作庾公寶尊󠄂彝。唯王五祀。